# Institutul Național al Lemnului
Institutul Național al Lemnului (INL) este un institut de cercetare din România.
A fost înființat în anul 1933 sub numele de Institutul de Cercetări și Experimentări Forestiere (I.C.E.F.).
În anul 2008, omul de afaceri libanez Said Baaklini a încercat să intre în posesia terenului INL.
Acesta a achitat voluntar datoria de 3,5 milioane de euro a INL la bugetul statului, fără a avea vreo înțelegere cu institutul, după care a cerut executarea institutului, ale cărui terenuri vaorau 50 de milioane de euro.
Ulterior, raportul Corpului de Control al primului ministru, realizat la INL în iunie 2009, a ajuns la concluzia că Said Baaklini a fost ajutat de membrii PNL pentru a da acest „tun”.